# They/Them (филм)
They/Them (енгл. изговор They-Slash-Them; прев. Они режу њих) је амерички слешер хорор филм који је написао и режирао Џон Логан у свом режисерском дебију који продуцира Блумхаус продакшнс. Улоге глуме Кевин Бејкон, Кери Престон, Ана Члумски, Тео Гермајн, Квеј Тан, Ана Лор, Моник Ким, Дарвин дел Фабро, Купер Коч и Остин Крут. Филм је премијеру имао на Филмском фестивалу Аутфест 24. јула 2022, а на стриминг платформу Пикок долази 5. августа 2022.

## Радња
После доласка у геј камп за конверзију, група ЛГБТ+ људи мора да се одбрани од мистериозног убице.

## Улоге
- Кевин Бејкон као Овен Вистлер
- Кери Престон као др Кора Вистлер
- Ана Члумски као Моли
- Тео Гермајн као Џордан
- Квеј Тан као Александра
- Ана Лор као Ким
- Моник Ким као Вероника
- Дарвин дел Фабро као Габријел
- Копер Коч као Стју
- Остин Крут као Тоби

## Продукција
Дана 9. априла 2021, објављено је да ће Џон Логан написати и режирати хорор филм Whistler Camp у свом режисарском дебију са Џејсоном Блумом и Михелом Агиљаром као продуцентима за Блумхаус продакшнс. У септембру 2021, филм губи своје име и излази информација да су се Кевин Бејкон, Кери Престон, и Ана Члумски придружили снимању, а Бејкон и Скот Тарнер Шефилд ће бити егзекутивни продуценти. Снимање је почело са кинематографом Лином Монкрифом у Атланти 13. септембра 2021. под радним називом филма Rejoice. Дана 1. октобрам објављено је да ће филм бити премијерно објављен на Пикоку и да ће Квеј Тан, Остин Крут, Ана Лор, Моник Ким, Кипер Коч и Дарвин дел Фабро имати улоге. Дана 13. октобра, Блум је рекао да га је привукла идеја да направи филм о терапији конверзије после изласка документарца Pray Away. Појаснио је да је идеја филма била потпуно Логанова, који ју је написао као спекулацијски сценарио.

## Премијера
Филм је своју премијеру имао на Филмском фестивалу Аутфест 24. јула 2022. Дана 5. августа 2022, филм је имао премијеру на стриминг платформи Пикок.

## Пријем
На сајту Ротен томејтос, 34% од 71 критика је позитивно, а просечна оцена је 4,9/10.